# Jozef Hvišč
Jozef Hvišč (ur. 24 kwietnia 1935 w Kurimie) – słowacki historyk literatury i tłumacz.

## Życiorys
Uczył się w Bratysławie, później pracował w Morawskich Budziejowicach, następnie studiował filologię słowacką i polską w Bratysławie. W 1990 został kierownikiem katedry filologii słowiańskich, w 1992 docentem, a w 1996 profesorem uniwersytetu w Bratysławie. Zajmuje się teorią i historią słowackiej literatury oraz badaniami nad literaturą polską i polsko-słowackimi stosunkami literackimi. W 1971 opublikował pracę Epické literárne druhy v slovenskom i pol'skom romantizme. Przetłumaczył na słowacki m.in. dzieła Kazimierza Brandysa, Tadeusza Konwickiego, Stanisława Dygata, Zbigniewa Herberta, Jerzego Harasymowicza i Stanisława Grochowiaka.